# Choisies
Choisies és un municipi francès, situat a la regió dels Alts de França, al departament del Nord. L'any 2006 tenia 71 habitants.

## Demografia
| 1962                                       | 1968 | 1975 | 1982 | 1990 | 1999 | 2006 |
| ------------------------------------------ | ---- | ---- | ---- | ---- | ---- | ---- |
| 79                                         | 86   | 66   | 59   | 60   | 71   | 71   |
| Des de 1962: població sense dobles comptes |      |      |      |      |      |      |

## Administració
| Període   | Identitat       | Partit |
| --------- | --------------- | ------ |
| 1999-2008 | Fernand Fromont |        |
| 2001-     | Pierre Gravez   |        |